# Cité Verte
Ne doit pas être confondu avec Cité verte (Paris).
Cité Verte est un quartier résidentiel de la ville de Yaoundé, capitale du Cameroun, situé dans l'arrondissement de Yaoundé II.

## Histoire
Ce quartier a porté successivement les noms Ewondo suivants : Elig Otou Lebomo, Mvog Lebomo Kounou et Elig Essono Ntsama avant d'être dénommé Elig Minzezam qui littéralement signifie, en ewondo, le domaine des lépreux.
L’appellation populaire Cité Verte sera donnée en 1975 lorsque la zone doit être aménagée pour la construction d’un camp d’habitation de type habitation à loyer modéré.

## Géographie
La Cité Verte est située au sud-ouest de la ville de Yaoundé, bâtie sur la colline de Messa, et s’étend sur une superficie de 61 ha. Elle est bordée par la rivière abiedegue qui la sépare des quartiers Madagascar et Azegue.
À l’Ouest, la Cité Verte est limitrophe d'Etetag et dans sa partie méridionale traversée par la route de Nkolbisson la séparant du quartier Nkol Bikok.
Elle est une composite de bâtiments identiques qui rappellent la construction israélienne. Les immeubles de quatre à cinq niveaux abritent des appartements et des villas d’habitation. 1505 bâtiments ont été créés entre 1972 et 1982 à titre de logements économiques et infrastructures sociales pour une population estimée à 7800 habitants[réf. nécessaire].

## Établissements scolaires
- Lycée de la Cité Verte
- Ecole primaire publique de la Cité Verte
- Crèche allemande
- Ecole allemande

## Lieux de cultes
La Chapelle Cité Verte, Paroisse du Baptême de Jésus et de Saint Ambroise fondée en 1989, rattachée à l'Archidiosèce catholique de Yaoundé, est dirigée par les Pères Piaristes.
- Mosquée de la Cité Verte

## Institutions sanitaires
- Hôpital de district de la Cité Verte
- Laboratoire biomédical moderne

## Lieux populaires
- Yoyo bar
- Montée Renault
- Carrefour de la crèche allemande
- Anciens bâtiments
- Montée du Lycée
- Carrefour du Lycée
- Centre commercial

## Galerie

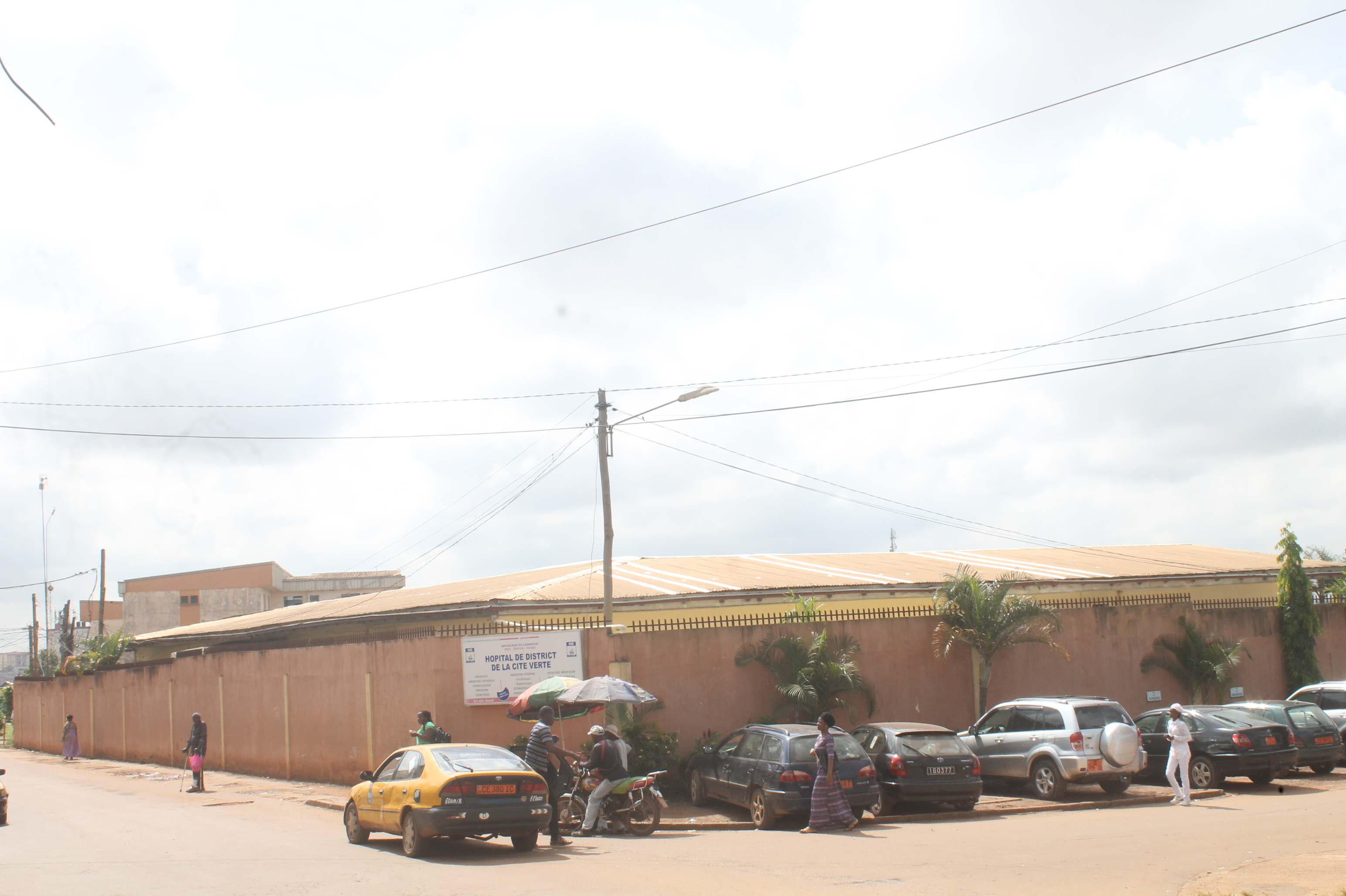
Hôpital de district de la Cité Verte.
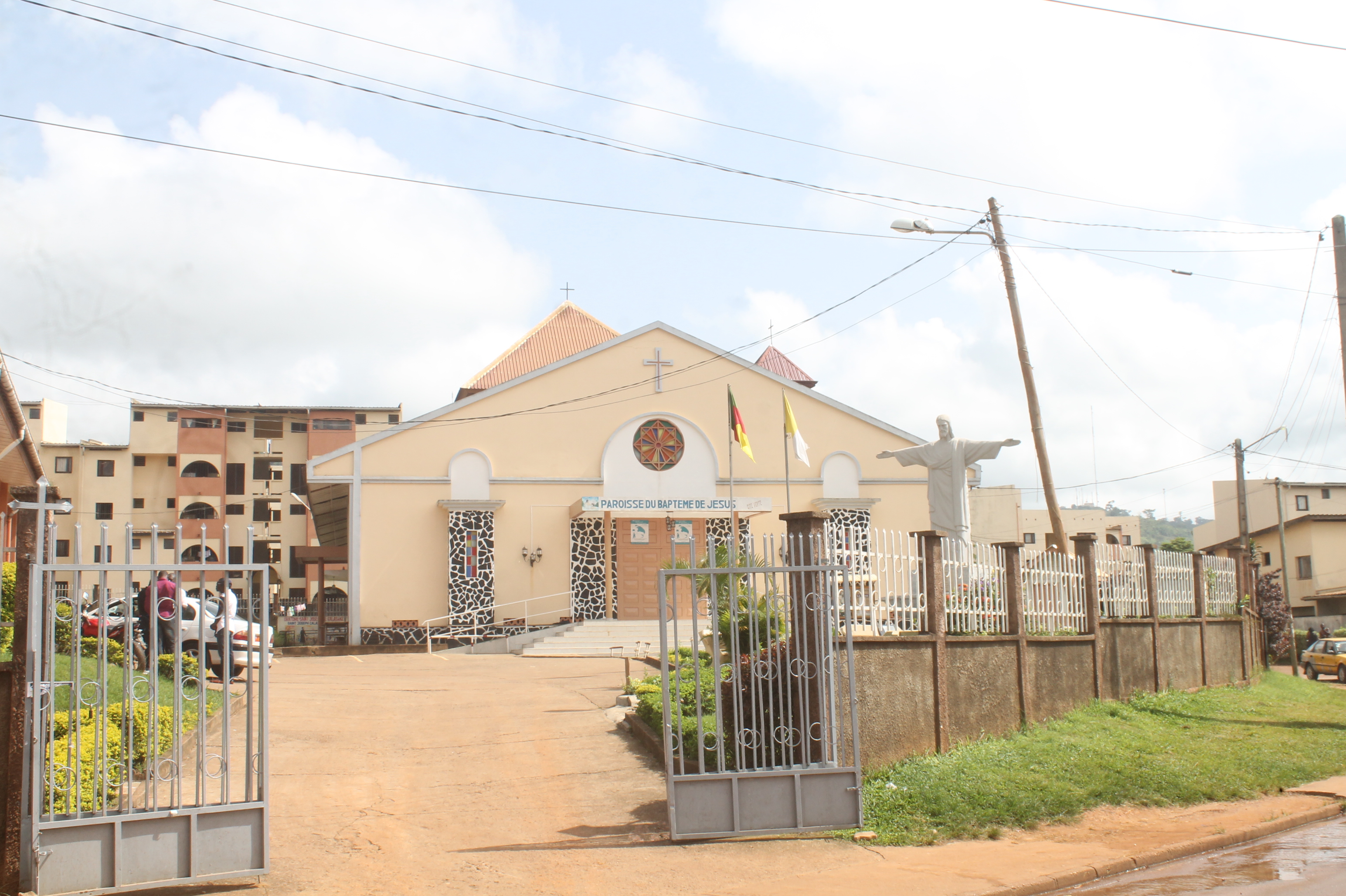
Façade de la Paroisse du Baptême de Jésus de la Cité Verte.
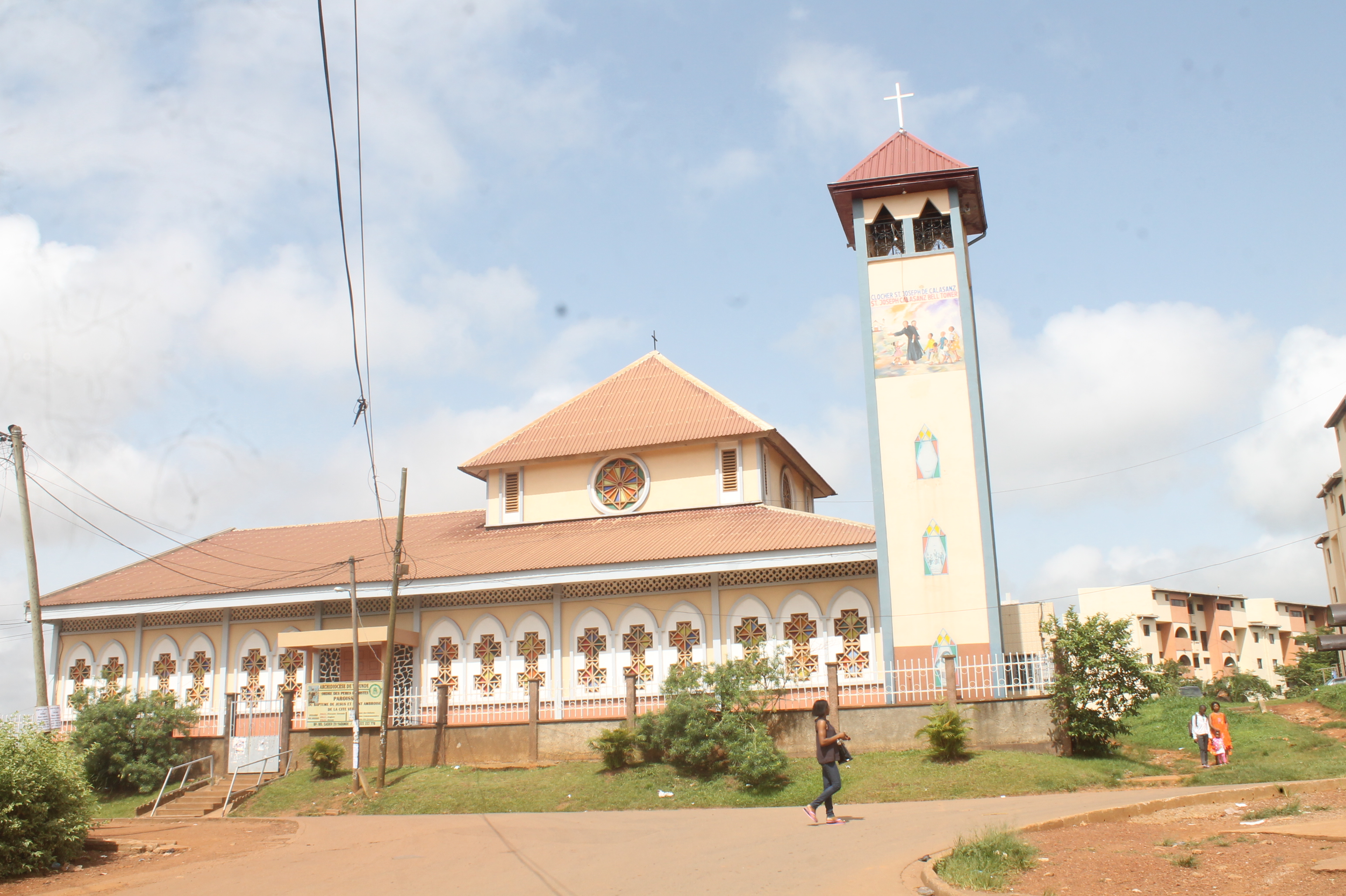
Profil de la Paroisse du Baptême de Jésus de la Cité Verte.
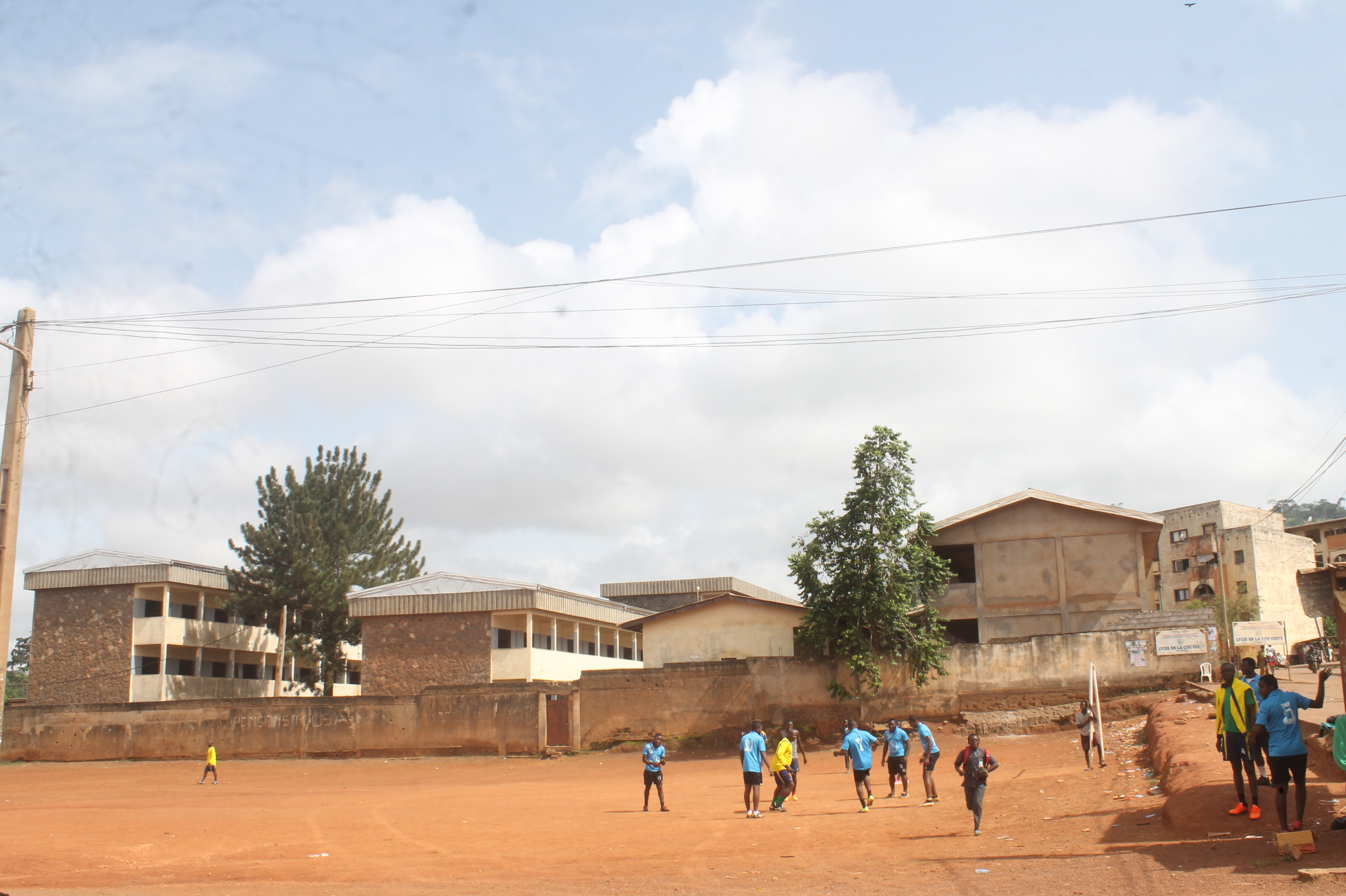
Lycée de la Cité Verte.
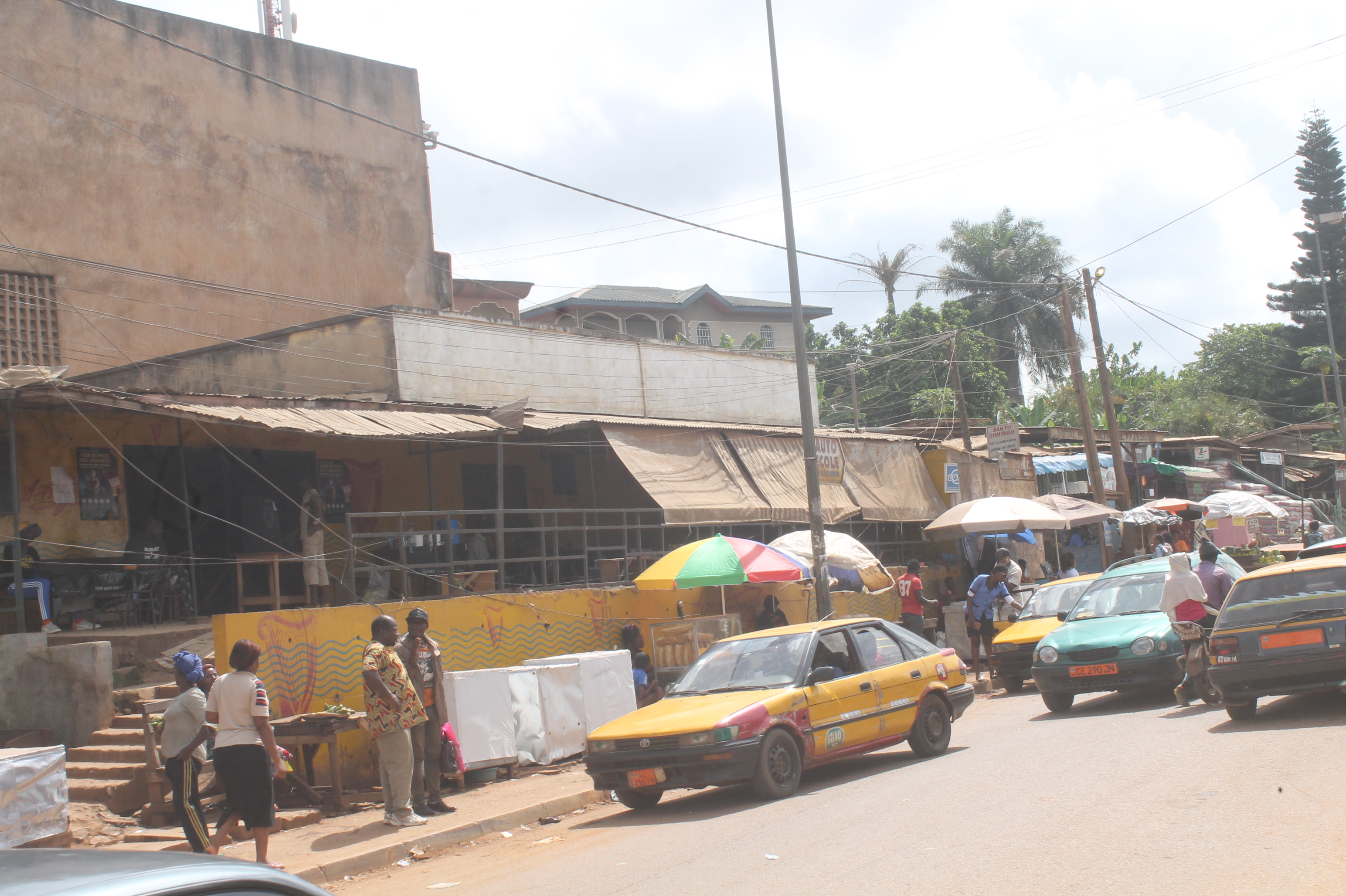
Yoyo Bar de la Cité Verte.